# Angela Maurer
Angela Alexandra Maurer (Wiesbaden, 27 de julio de 1975) es una deportista alemana que compitió en natación, en la modalidad de aguas abiertas.
Ganó doce medallas en el Campeonato Mundial de Natación entre los años 2000 y 2015, y diez medallas en el Campeonato Europeo de Natación entre los años 1999 y 2014.
Participó en dos Juegos Olímpicos de Verano, ocupando el cuarto lugar en Pekín 2008 y el quinto en Londres 2012, en la prueba de 10 km.

## Palmarés internacional
| Campeonato Mundial | Campeonato Mundial        | Campeonato Mundial | Campeonato Mundial |
| Año                | Lugar                     | Medalla            | Prueba             |
| ------------------ | ------------------------- | ------------------ | ------------------ |
| 2000               | Honolulú (Estados Unidos) | Medalla de bronce  | 25 km              |
| 2001               | Fukuoka (Japón)           | Medalla de bronce  | 25 km              |
| 2002               | Sharm el-Sheij (Egipto)   | Medalla de plata   | 25 km              |
| 2002               | Sharm el-Sheij (Egipto)   | Medalla de bronce  | 10 km              |
| 2003               | Barcelona (España)        | Medalla de plata   | 10 km              |
| 2003               | Barcelona (España)        | Medalla de bronce  | 25 km              |
| 2006               | Nápoles (Italia)          | Medalla de oro     | 25 km              |
| 2009               | Roma (Italia)             | Medalla de oro     | 25 km              |
| 2011               | Shanghái (China)          | Medalla de plata   | 25 km              |
| 2013               | Barcelona (España)        | Medalla de plata   | 25 km              |
| 2013               | Barcelona (España)        | Medalla de bronce  | 10 km              |
| 2015               | Kazán (Rusia)             | Medalla de bronce  | 25 km              |
| Campeonato Europeo |                           |                    |                    |
| Año                | Lugar                     | Medalla            | Prueba             |
| 1999               | Estambul (Turquía)        | Medalla de plata   | 25 km              |
| 2002               | Berlín (Alemania)         | Medalla de plata   | 10 km              |
| 2004               | Madrid (España)           | Medalla de bronce  | 10 km              |
| 2006               | Budapest (Hungría)        | Medalla de oro     | 10 km              |
| 2006               | Budapest (Hungría)        | Medalla de oro     | 25 km              |
| 2010               | Budapest (Hungría)        | Medalla de plata   | 25 km              |
| 2010               | Budapest (Hungría)        | Medalla de bronce  | 10 km              |
| 2012               | Piombino (Italia)         | Medalla de plata   | 10 km              |
| 2012               | Piombino (Italia)         | Medalla de bronce  | Equipo mixto       |
| 2014               | Berlín (Alemania)         | Medalla de bronce  | 25 km              |